# Том і Джеррі (фільм, 2021)
«Том і Джеррі» (англ. Tom & Jerry) — американський комедійний анімаційно-ігровий фільм 2021 року, який базується на однойменних персонажах, створених Вільямом Ганною та Джозефом Барберою. Ідея фільму виникла у 2009 році, але зйомки почалися лише у липні 2019 року. Прем'єра фільму на широких екранах відбулася 26 лютого 2021 року. Вихід стрічки на екрани приурочено до 80-річчя від створення персонажів.

## Сюжет
В одному з престижних готелів Нью-Йорка працює Кайла. Їй дуже хочеться, аби заплановане у готелі весілля, пройшло ідеально. Але повсюди нишпорить надокучливе мишеня Джеррі, яке не просто з'їдає весь сир і залишає багато дірок в стінах, але дуже лякає замовницю весілля. Сама дівчина з гризуном справитися ніяк не може, тож звертається за допомогою до вуличного кота Тома. Впертий та цілеспрямований кіт — єдина її надія на порятунок.

## У ролях

### Актори
| Актор             | Роль                                      |
| ----------------- | ----------------------------------------- |
| Хлоя Морец        | Кайла Форестер (організаторка весілля)    |
| Майкл Пенья       | Терренс Мендоза (менеджер заходів готелю) |
| Колін Джост       | Бен (наречений)                           |
| Паллаві Шарда     | Прета Мехта (наречена)                    |
| Роб Делані        | Генрі Дуброс (власник готелю)             |
| Кен Джонг         | Джекі (шеф-кухар готелю)                  |
| Джордан Болгер    | Кемерон (бармен)                          |
| Петсі Ферран      | Джой (коридорна)                          |
| Крістіна Чонг     | Лола                                      |
| Аджай Чхабра      | пан Мехта (батько Прети)                  |
| Сомі Де Соуза     | пані Мехта (матір Прети)                  |
| Камілла Арфведсон | Лінда Перріботт                           |
| Осуна (співак)    | себе                                      |

### Озвучування
| Актор           | Роль                                                 |
| --------------- | ---------------------------------------------------- |
| Вільям Ганна    | кіт Том і мишеня Джеррі (використано архівні записи) |
| Мел Бланк       | кіт Том і мишеня Джеррі (використано архівні записи) |
| Джун Форей      | кіт Том і мишеня Джеррі (використано архівні записи) |
| Френк Велкер    | кіт Том і мишеня Джеррі                              |
| Нікі Джем       | Буч (чорний кіт, лідер вуличної банди)               |
| Боббі Каннавале | Спайк (американський бульдог)                        |
| Ліл Рел Говері  | ангел-охоронець та диявол-спокусник Тома             |
| Брок Бейкер     | Друпі (басет-гаунд)                                  |
| Уткарш Амбудкар | реальний американський щур                           |
| Тім Сторі       | диктор                                               |

## Український дубляж
- Студія: Постмодерн
- Режисерка дублювання: Катерина Брайковська
- Перекладачка: Анна Пащенко
- Координатор проекту: Юлія Кузьменко

Ролі дублювали:
- Кайла - Марина Локтіонова
- Теренс - Роман Чорний
- Бен - Олександр Погребняк
- Пріта - Анна Дончик
- Кемерон - Павло Лі
- ДюБро - Михайло Войчук
- Лінда - Наталя Романько
- Джой - Анастасія Зіновенко
- Джекі - Павло Скороходько
- Лола - Юлія Перенчук
- Топчик - Євген Локтіонов
- Сесіл - Олег Лепенець
- Бутч - Володимир Терещук
- Демон - Дмитро Завадський
- Малкольм - Євген Пашин

А також: Петро Сова, Юрій Сосков, Дмитро Тварковський, В'ячеслав Дудко, Володимир Канівець, Ольга Гриськова, Дмитро Гаврилов, Катерина Башкіна-Зленко, Аліса Балан, Наталія Романько-Кисельова,